# Gennagyij Alekszandrovics Guszarov
Gennagyij Alekszandrovics Guszarov (oroszul: Геннадий Александрович Гусаров; Moszkva, 1937. március 11. – Moszkva, 2014. június 2.) szovjet válogatott orosz labdarúgó-középpályás.
A szovjet válogatott tagjaként részt vett az 1958-as és az 1962-es labdarúgó-világbajnokságon, illetve az 1964-es labdarúgó-Európa-bajnokságon.

## Pályafutása

### Klubcsapatokban
1951 től a CSZKA Moszkva ifjúsági csapatában játszott 1955-ig. 1957-ben mutatkozott be a Torpedo Moszkva első csapatában. A sportolás mellett mellett tanulmányokat is folytatott, 1962-ben szerzett diplomát a moszkvai Repülési Intézetben. 1963-ban a Gyinamo Moszkvához igazolt. Itt a posztja megváltozott: elsősorban középpályásként játszott. Gyorsan elsajátította új szerepét, és a csapat fő mozgatója lett. Labdarúgó pályafutását a Gyinamo-Barnaul játékosaként fejezte be 1971-ben.

### A válogatottban
Az 1958-as világbajnokságon a szovjet válogatott tagja volt, de a tornán nem lépett pályára. 1961. június 24-én mutatkozott be az Argentínával vívott barátságos mérkőzésen, ami 0–0-s döntetlenre végződött. 1964-ig összesen 11 válogatott mérkőzést játszott és 4 gólt szerzett.

### Edzőként
1974-ben a Gyinamo Brjanszk klub igazgatója lett, majd visszatért Moszkvába, ahol 1975-től 1981-ig a Gyinamo Moszkvai Futballakadémiáján az ifjúsági csapatoknál dolgozott. 1982-ben a Gyinamo Moszkvához került.

## Sikerei, díjai

### Klubcsapatokkal
- Szovjet bajnok (2): 1960, 1963
- A szovjet bajnokság ezüstérmese (2): 1961, 1967
- Szovjet kupagyőztes (2): 1960, 1967
- Szovjet kupadöntős (1): 1961

### A válogatottal
Szovjetunió
- Európa-bajnokság (1): 1964

### Egyéni
- A szovjet bajnokság gólkirálya: 1961 (22 gól)

## Statisztika

### A válogatottban
| Szovjetunió | Szovjetunió | Szovjetunió |
| Év          | Mérk.       | Gól         |
| ----------- | ----------- | ----------- |
| 1961        | 4           | 2           |
| 1962        | 1           | 1           |
| 1963        | 2           | 1           |
| 1964        | 4           | 0           |
| Összesen    | 11          | 4           |